# Honor Is All We Know
...Honor Is All We Know è l'ottavo album studio dei Rancid pubblicato il 27 ottobre 2014.

## Tracce
Testi e musiche di Rancid.
1. Back Where I Belong – 2:12 – Armstrong
2. Raise Your Fist – 3:05 – Armstrong
3. Collision Course – 1:57 – Armstrong, Frederiksen
4. Evil's My Friend – 2:10 – Armstrong
5. Honor Is All We Know – 2:12 – Armstrong, Frederiksen, Freeman
6. A Power Inside – 2:04 – Armstrong
7. In the Streets[2] – 2:26 – Armstrong, Frederiksen
8. Face Up – 1:35 – Armstrong, Frederiksen
9. Already Dead – 2:22 – Armstrong, Frederiksen
10. Diabolical – 3:12 – Armstrong
11. Malfunction – 2:26 – Armstrong, Frederiksen
12. Now We're Through With You – 1:52 – Armstrong
13. Everybody's Sufferin' – 2:56 – Armstrong
14. Grave Digger – 2:20 – Armstrong, Frederiksen

### Bonus tracks

#### LP Bonus Track
1. Breakdown (erroneamente indicata come Break Down The Walls nel retro di copertina) – 2:20

#### Deluxe Edition/iTunes Bonus Tracks
1. Something To Believe In A World Gone Mad – 2:47
2. Turn In Your Badge – 1:15

#### Japanese Bonus Tracks
1. Rancid's Barmy Army (erroneamente indicata come Rancid' Barmy Army nel retro di copertina) – 1:21

## Componenti
- Tim Armstrong - voce e chitarra
- Lars Frederiksen - chitarra e voce
- Matt Freeman - basso e voce
- Branden Steineckert - batteria